# 法捷日
52°06′N 35°52′E / 52.100°N 35.867°E
法捷日（俄语：Фатеж）是俄羅斯庫爾斯克州西北部的一個城市，距庫爾斯克西北45公里。2002年時人口為5,710人。
法捷日於17世紀建立，1779年正式建市。